# Livezi (okręg Vâlcea)
Livezi – wieś w Rumunii, w okręgu Vâlcea, w gminie Livezi. W 2011 roku liczyła 347 mieszkańców.